# 荃加福祿壽玩轉台慶
《荃加福祿壽玩轉台慶》（英語：Liza and Gods Anniversary Charade）是香港電視廣播有限公司（無綫電視）製作的綜藝戲仿節目，福祿壽節目系列的第二輯。本節目是《荃加福祿壽》為無綫電視43周年台慶之特別版，為台慶節目之一。由汪明荃（荃）、阮兆祥（福）、王祖藍（祿）及李思捷（壽）主持。由2010年11月13日至12月4日逢星期六20:30-21:30於翡翠台及高清翡翠台播放。節目播出後於myTV提供節目重溫。

## 固定環節

### 福祿壽劇場
主持阮兆祥、李思捷及王祖藍會重新演繹部分無綫劇集。
| 集數 | 劇目（模仿劇集）                                                            | 模仿角色  | 模仿角色      | 模仿角色 | 模仿角色 | 模仿角色 | 模仿角色 |
| 集數 | 劇目（模仿劇集）                                                            | 李思捷    | 李思捷        | 王祖藍   | 王祖藍   | 阮兆祥   | 阮兆祥   |
| 集數 | 劇目（模仿劇集）                                                            | 扮演角色  | 模仿對象      | 扮演角色 | 模仿對象 | 扮演角色 | 模仿對象 |
| 01   | 視海豪情（巾幗梟雄之義海豪情）                                              | 軍爺      | 岳華          | 排骨仔   | 敖嘉年   | 非凡哥   | 麥長青   |
| 02   | 談情拒愛（談情說案）／ 義海無情（巾幗梟雄之義海豪情）／公子駕到（公主嫁到） | Kingsley  | 林峯          | 九姑娘   | 鄧萃雯   | 二娘     | 關菊英   |
| 03   | 澤哥被糟質（女王辦公室）／奪咗男心（烈火雄心III）／人肉一二線（情越雙白線） | 繆惜之    | 何韻詩        | 卓柏宇   | 鄭嘉穎   | 何球     | 鄭則士   |
| 04   | 澤駛之旅（摘星之旅） 巾幗梟雄／談情說案／溏心風暴                           | 海亮 柴九 | 劉松仁 黎耀祥 | 凌巧     | 李司棋   | 景博     | 林峯     |

### myMV
主持李思捷、王祖藍及阮兆祥各自挑選一首金曲，重新填上歌詞，但以原唱者的造型演繹拍成音樂錄像帶。本環節名源於電視廣播有限公司的網路電視平台myTV。
| 集數 | 扮演角色（模仿對象）              | 扮演角色（模仿對象） | 扮演角色（模仿對象）       | 扮演角色（模仿對象）       | 扮演角色（模仿對象） | 扮演角色（模仿對象）                        | 扮演角色（模仿對象）       | 扮演角色（模仿對象） | 扮演角色（模仿對象）     |
| 集數 | 李思捷                            | 李思捷               | 李思捷                     | 王祖藍                     | 王祖藍               | 王祖藍                                      | 阮兆祥                     | 阮兆祥               | 阮兆祥                   |
| 集數 | 演唱項目                          | 模仿對象             | 原歌曲                     | 演唱項目                   | 模仿對象             | 原歌曲                                      | 演唱項目                   | 模仿對象             | 原歌曲                   |
| 01   | 谷姐《萬千仔愛》                  | 關菊英               | 萬千寵愛（公主嫁到主題曲） | 邵尾期《鑽氣》             | 邵美琪               | 鑽禧（珠光寶氣主題曲） （但實為關淑怡主唱） | 鄧大巧《半邊咀》           | 鄧小巧               | 半杯水（天天天晴主題曲） |
| 01   | 福﹑祿﹑壽《越唱越長 Episode 1》  |                      |                            |                            |                      |                                             |                            |                      |                          |
| 02   | 的士陳《Twinz》                   | 陳偉霆               | Taxi                       | 張呀妹《聽媽》             | 張惠妹               | 聽海                                        | 盧搞音《垃圾》             | 盧巧音               | 垃圾                     |
| 02   | 福﹑祿﹑壽《Forever Love 三胞胎》 |                      |                            |                            |                      |                                             |                            |                      |                          |
| 03   | Phone Chow《換Eyes Phone》        | 周杰倫               | 龍捲風                     | 林窿《怕去屋企找你》       | 林峯                 | 愛在記憶中找你                              | 冧柿祥《真的廁紙》         | 林子祥               | 真的漢子                 |
| 03   | 小虎腿《忍著淚餵一枝奶奶》        | 小虎隊               | 忍著淚說一聲 Goodbye       | 小虎腿《忍著淚餵一枝奶奶》 | 小虎隊               | 忍著淚說一聲 Goodbye                        | 小虎腿《忍著淚餵一枝奶奶》 | 小虎隊               | 忍著淚說一聲 Goodbye     |
| 04   | -                                 | -                    | -                          | -                          | -                    | -                                           | 爛訓融《衝紅綠燈》         | 鄭融                 | 紅綠燈                   |
| 04   | FLS《SuperLala》                  | S.H.E.               | SuperStar                  | FLS《SuperLala》           | S.H.E.               | SuperStar                                   | FLS《SuperLala》           | S.H.E.               | SuperStar                |
| 04   | 福﹑祿﹑壽《越唱越長 Episode 1》  |                      |                            |                            |                      |                                             |                            |                      |                          |

### 姊妹幫
女主播Liza（汪明荃飾）連同上輯趣劇《Sat In The City》的主角Excellent（大Ex）（阮兆祥飾）、Handelababy（王祖藍飾）及Hungry（李思捷飾）主持清談環節，采訪嘉賓。本環節名源於電視節目《兄弟幫》。
| 集數 | 嘉賓                                         |
| 01   | 黎耀祥、陳豪                                 |
| 02   | 黎耀祥、陳豪、陳法拉、胡定欣                 |
| 03   | 敖嘉年、麥長青                               |
| 04   | 李詩韻、唐詩詠、姚子羚、陳山聰、羅仲謙、金剛 |

### 愚樂新吟
由汪明荃扮演女主播Liza，聯同一位嘉賓主播由李思捷、王祖藍或阮兆祥扮演，報導時事及娛樂新聞。
| 集數 | 嘉賓主播 （模仿對象）              | 新聞內容 （影射事件）                          | 其他扮演角色 （模仿對象）                                                |
| 01   | 變臉老人（易容阿伯，李思捷飾）     | 全城群起反擊太刻薄集團（大家樂工資糾紛）       | 李拆仁（李卓人，阮兆祥飾） 李老闆（大家樂發言人，阮兆祥飾）              |
| 01   | 變臉老人（易容阿伯，李思捷飾）     | 祖藍慷慨回應攀高事件（王祖藍與李亞男戀情曝光） | 王祖藍 顧收存（顧修全，阮兆祥飾）                                        |
| 02   | Tv Funny（Tvbuddy，王祖藍飾）      | 視后撞膊事件（中日撞船事件／視后之爭）         | 文女（鄧萃雯，王祖藍飾） 阿蛇（佘詩曼，李思捷飾） 徐子珊、鍾嘉欣、羅敏莊 |
| 02   | Tv Funny（Tvbuddy，王祖藍飾）      | 女星被包富豪名單大踢爆（女星出席富豪飯局傳聞） | H小姐（Handelababy，王祖藍飾）                                           |
| 03   | 海綿BB（海綿寶寶，王祖藍飾）       | 精明上學圖（電子動態版清明上河圖）             |                                                                          |
| 04   | 勿抆毛叔叔（麥當勞叔叔，李思捷飾） | 《荃加福祿壽演唱會》探班採訪                   | -                                                                        |
| 04   | 勿抆毛叔叔（麥當勞叔叔，李思捷飾） | 《絕密演唱會片段大公開》                       | -                                                                        |

### 讀心奇案錄
主持李思捷、王祖藍及阮兆祥輪流扮演「臟言C」——「C Sir」。本環節名源於電視劇讀心神探及電視節目健康奇案錄。角色「C Sir」為影射《讀心神探》及《健康奇案錄》內林保怡飾演之角色，盤問受害人。
| 集數 | C Sir  | 受害人 （扮演者）        |
| 01   | 李思捷 | 曾志偉的粉腸（王祖藍飾） |
| 02   | 王祖藍 | 薛家燕的痣（阮兆祥飾）   |
| 03   | 李思捷 | 郭鋒的分泌物（阮兆祥飾） |
| 04   | 阮兆祥 | 汪明荃的芳心（李思捷飾） |

## 收視
以下為本節目於香港無綫電視翡翠台及高清翡翠台之收視紀錄：
| 集數 | 日期           | 平均收視 | 最高收視 |
| ---- | -------------- | -------- | -------- |
| 01   | 2010年11月13日 | 23點     | 24點     |
| 02   | 2010年11月20日 | 22點     |          |
| 03   | 2010年11月27日 | 25點     |          |
| 04   | 2010年12月4日  | 24點     |          |

## 外部連結
- 荃加福祿壽玩轉台慶 官方網頁 （页面存档备份，存于）
- 荃加福祿壽玩轉台慶 myTV重溫[永久]